# Кире Ристевски
Кире Ристевски (Битољ, 22. октобра 1990) македонски је фудбалер који тренутно наступа за АЕЛ из Лимасола и репрезентацију Северне Македоније.

## Репрезентативна статистика
Ажурирано 22. јуна 2021.
| Северна Македонија | Северна Македонија | Северна Македонија |
| Године             | Наступа            | Голова             |
| ------------------ | ------------------ | ------------------ |
| 2014.              | 3                  | 0                  |
| 2015.              | 4                  | 0                  |
| 2016.              | 8                  | 0                  |
| 2017.              | 8                  | 0                  |
| 2018.              | 7                  | 0                  |
| 2019.              | 8                  | 0                  |
| 2020.              | 4                  | 0                  |
| 2021.              | 6                  | 0                  |
| Укупно             | 48                 | 0                  |

## Трофеји, награде и признања

### Екипно
Ујпешт
- Куп Мађарске : 2020/21.[8]